# Manuel Vicente Ballivián
Manuel Vicente Ballivián James (Arequipa, 1848-La Paz, 1921) fue un geógrafo, diplomático, estadístico, archivero, político y escritor boliviano.

## Biografía
Nació en la ciudad peruana de Arequipa el 18 de junio de 1848. Entre sus publicaciones se encontraron títulos como Exploraciones y noticias hidrográficas de los ríos del norte de Bolivia (1890), La exploración del Beni (1896), Demarcación de límites con los Estados Unidos del Brasil (1897), Noticia polít., geográf., industr. y estad. de Bolivia (1900), Documentos para la historia geográfica de la Rep. de Bolivia (1906) y Monumentos prehistóricos de Tihuanacú (1910). Falleció en La Paz el 7 de agosto de 1921.